# Denierella birmanica
Denierella birmanica es una especie de coleóptero de la familia Meloidae.

## Distribución geográfica
Habita en Birmania.